# Lashana Lynch
Lashana Lynch   (Londres, 27 de novembre de 1987) és una actriu britànica. És coneguda per les seves interpretacions a Still Star-Crossed i a Captain Marvel. Va ser seleccionada pel càsting de la vint-i-cinquena entrega de la série Bond on segons algunes informacions interpreta el nou agent 007. De fet, tot i no presentar-se formalment com la substituta de Daniel Craig a la saga, el 3 de novembre de 2020 n'apareixia la confirmació al Harper's Bazaar.